# Jerzy Leporowski

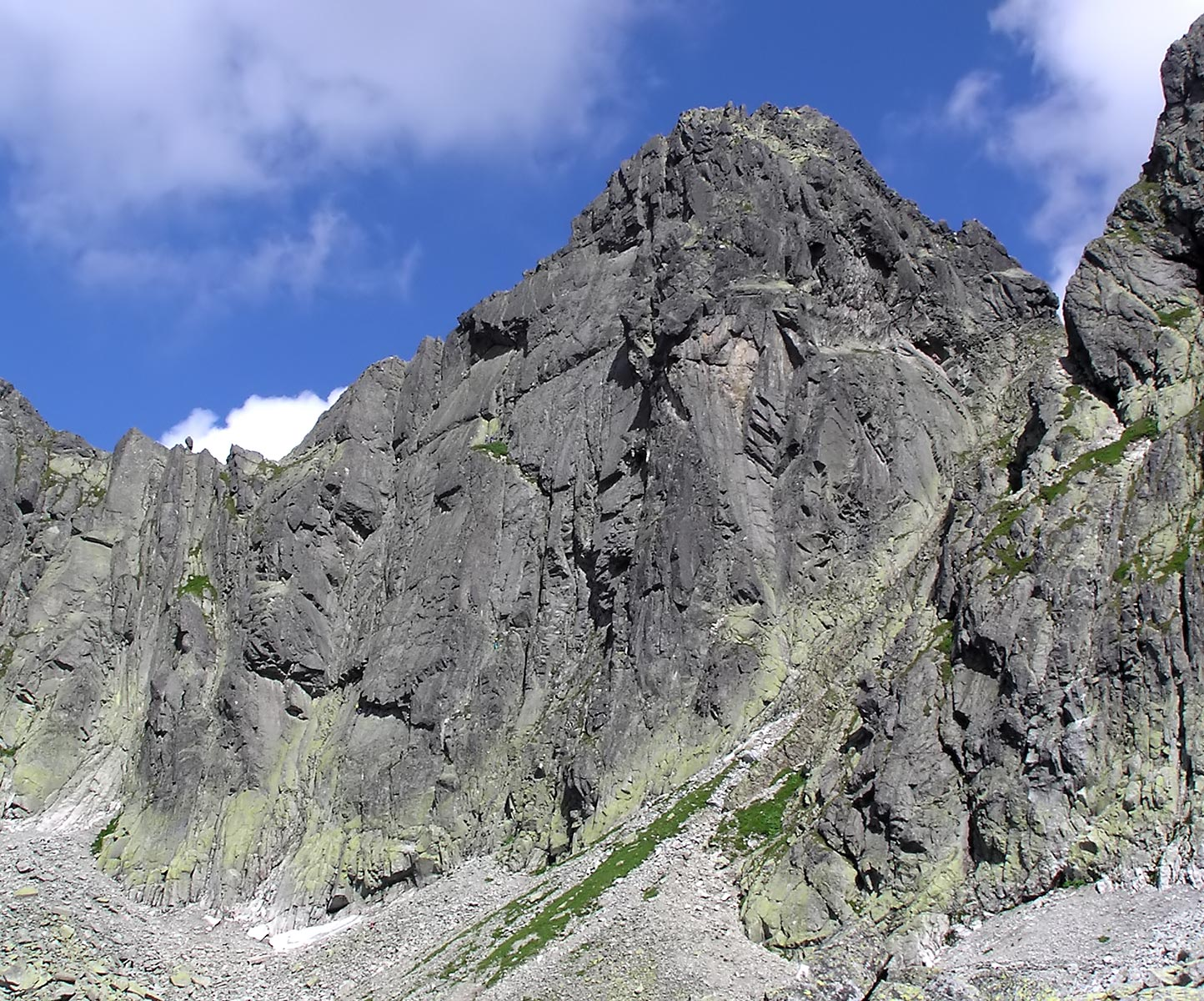
Południowa ściana Zamarłej Turni, pokonana przez Leporowskiego bez asekuracji

Jerzy Leporowski (ur. 21 lutego 1897, zm. 20 lipca 1928 w Tatrach) – poznański kupiec, jeden z najwybitniejszych polskich taterników okresu międzywojennego, do historii taternictwa przeszedł jako wspinacz, który pokonał kilka najtrudniejszych ścian samotnie i bez jakiejkolwiek asekuracji. 

## Młodość
W czasie I wojny światowej służył w niemieckim lotnictwie (Luftstreitkräfte), pracował także w Komendzie Generalnej V Korpusu Armii (niemieckiej) jako urzędnik.
Z zawodu był kupcem i prowadził w Poznaniu sklep "Kolonialne artykuły", który znajdował się prawdopodobnie przy ulicy św. Wojciecha 27. 

## Życie prywatne
Miał żonę Ellę i syna Romana (którego osierocił jako sześcioletniego chłopca).

## Początki taternictwa
Pierwszy raz Tatry odwiedził w 1923 roku i wszedł na Giewont, na który potem wybierał się co roku, za każdym razem inną trasą. W 1924 roku zdecydował się także na inne szlaki, m.in. na Orlą Perć, Gerlach, Rysy (tam przeżył burzę gradową) oraz Mnicha (najprawdopodobniej drogą Przez Płytę). Samotna wędrówka na Mnicha uznawana jest za początek jego taternictwa. Od tej pory wybierał coraz trudniejsze trasy. Mimo to do końca cenił nie tylko wspinaczkę, ale turystykę tarzańską.
25 sierpnia 1924 roku miał w planach dostać się granią ze Świnicy na Zawrat, ale utknął na Niebieskiej Turni i całą noc czekał na pomoc. Ekspedycja ratunkowa sprowadziła go szczęśliwie na Halę Gąsienicową. 

## Solowe wyprawy
Lata 1926-1927 to czas naważniejszych samotnych wspinaczek Leporowskiego. Zdobył w ten sposób dwukrotnie południową ścianę Zamarłej Turni oraz północno-zachodnią ścianę Galerii Gankowej, południową ścianę Żabiego Konia, południową ścianę Ostrego Szczytu i północną ścianę Giewontu. Nie wszystkie dokładne daty tych wyczynów są znane, nie zawsze też można mieć pewność co do dróg, którymi się wspinał, ale z dużym prawdopodobieństwem można je wskazać.
| data              | cel             | prawdopodobna droga                               | uwagi                                                   |
| ----------------- | --------------- | ------------------------------------------------- | ------------------------------------------------------- |
| ŚCIANY POŁUDNIOWE |                 |                                                   |                                                         |
| 1926 lub 1927     | Żabi Koń        | droga Häberleina                                  |                                                         |
| 1926 lub 1927     | Ostry Szczyt    | droga Häberleina                                  |                                                         |
| 26 VII 1927       | Zamarła Turnia  | droga klasyczna                                   |                                                         |
| 29 VII 1927       | Zamarła Turnia  | droga klasyczna                                   | przy świadkach w 40 minut; inne źródła podają 54 minuty |
| ŚCIANY PÓŁNOCNE   |                 |                                                   |                                                         |
| lipiec 1927       | Giewont         | depresja północno-zachodnia lub droga Zahorskiego | pierwsze samotne przejście                              |
| lipiec 1927       | Galeria Gankowa | droga klasyczna                                   | siódme przejście, pierwsze samotne                      |

## Wspinaczki z partnerami
Leporowski wspinał się także z partnerami takimi jak Mieczysław Świerz, Alfred Szczepański, Jan Alfred Szczepański. Do jego większych osiągnięć należą przejścia południowej ściany Lodowej Kopy i Małego Lodowego Szczytu, północnej ściany Małego Kieżmarskiego Szczytu, Kapałkową Granią czy prawym filarem południowej ściany Kieżmarskiego Szczytu.
| data          | cel                                                  | droga                         | partnerzy                                                                                        | uwagi              |
| ------------- | ---------------------------------------------------- | ----------------------------- | ------------------------------------------------------------------------------------------------ | ------------------ |
| 6 lipca 1928  | Pośrednia Kopałkowa Turnia i Wielka Kopałkowa Turnia | Kopałkową Granią              | Jan Alfred Szczepański, Helena Dębińska, Alfred Szczepański, Jadwiga Honowska, Mieczysław Świerz | pierwsze wejście   |
| 9 lipca 1928  | Niemiecka Drabina                                    | droga Heftego i Komarnickiego | Mieczysław Świerz                                                                                |                    |
| 13 lipca 1928 | południowa ściana Lodowej Kopy                       |                               | Jan Krzyżanowski                                                                                 | pierwsze przejście |
| 14 lipca 1928 | południowa ściana Kieżmarskiego Szczytu              | droga Grosza                  | Jan Krzyżanowski                                                                                 | piąte przejście    |
| 16 lipca 1928 | Mały Lodowy Szczyt                                   | droga Kluczyńskiego           | Jan Krzyżanowski                                                                                 | siódme przejście   |

## Śmierć
Zginął podczas próby samotnego wejścia nową drogą północnym filarem Koziego Wierchu. Świadkiem wypadku była Róża Drojecka i to ona z Hali Gąsienicowej zawiadomiła telefonicznie pogotowie. Z jej relacji wynikało, że do tragedii doszło około osiemdziesięciu metrów nad podstawą filara. Chwyt się ukruszył i Leporowski odpadł od ściany wraz z blokiem skalnym. Jego ciało zostało odnalezione na piargu pod ścianą Koziego Wierchu. 
Leporowski jest pochowany w Zakopanem na nowym cmentarzu przy ulicy Nowotarskiej.

## Upamiętnienie
- W niespełna rok po śmierci Leporowskiego droga prowadząca przez północny filar Koziego Wierchu została dokończona przez Stanisława Motykę, Witolda Henryka Paryskiego i Jana Sawickiego. Nie została jednak nazwana, jak wiele innych w Tatrach, nazwiskiem pierwszego wspinacza, który ją pokonał, ale w uznaniu wyjątkowych dokonań Jerzego północny filar Koziego Wierchu otrzymał miano Filaru Leporowskiego[8].
- Jego nazwiskiem nazwano również żleb na Kopie Lodowej[1].